# Hémévillers
Hémévillers est une commune française située dans le département de l'Oise en région Hauts-de-France.
Ses habitant(e)s sont les Hémévillois(es).

## Géographie

### Description
Hémévillers est un petit village situé dans l'Oise, au nord-ouest de Compiègne, et à une distance de 50 km de Beauvais.
La commune est desservie par l'ancienne route nationale 17 (actuelle RD 1017) et est aisément accessible depuis le péage de Ressons-sur-Matz de l'autoroute A1.
Louis Graves indiquait en 1832 que « La commune d'Hémévillers présente une plaine élevée bornée au Nord par la vallée de l'Aronde, cette rivière séparant presque complètement le canton de Ressons de celui d'Estrées-Saint-Denis. Le chef-lieu est placé dans la partie méridionale du territoire. Il est mieux bâti que ne le sont ordinairement les simples communes rurales ; ses rues sont pavées ».

### Communes limitrophes
Les communes limitrophes sont Francières, Gournay-sur-Aronde, Montmartin, Moyenneville et Rouvillers.
| Moyenneville | Gournay-sur-Aronde |            |
| Rouvillers   | Hémévillers        | Montmartin |
|              | Francières         |            |

### Hydrographie

#### Réseau hydrographique
La commune est située dans le bassin Seine-Normandie. Elle est drainée par l'Aronde,.
L'Aronde, d'une longueur de 26 km, prend sa source dans la commune de Montiers et se jette  dans l'Oise (rive gauche) à Clairoix, après avoir traversé 13 communes. Les caractéristiques hydrologiques de l'Aronde sont données par la station hydrologique située sur la commune. Le débit moyen mensuel est de 0,594 m3/s. Le débit moyen journalier maximum est de 1,69 m3/s, atteint lors de la crue du 1er mai 2024. Le débit instantané maximal est quant à lui de 1,95 m3/s, atteint le 20 août 2023.

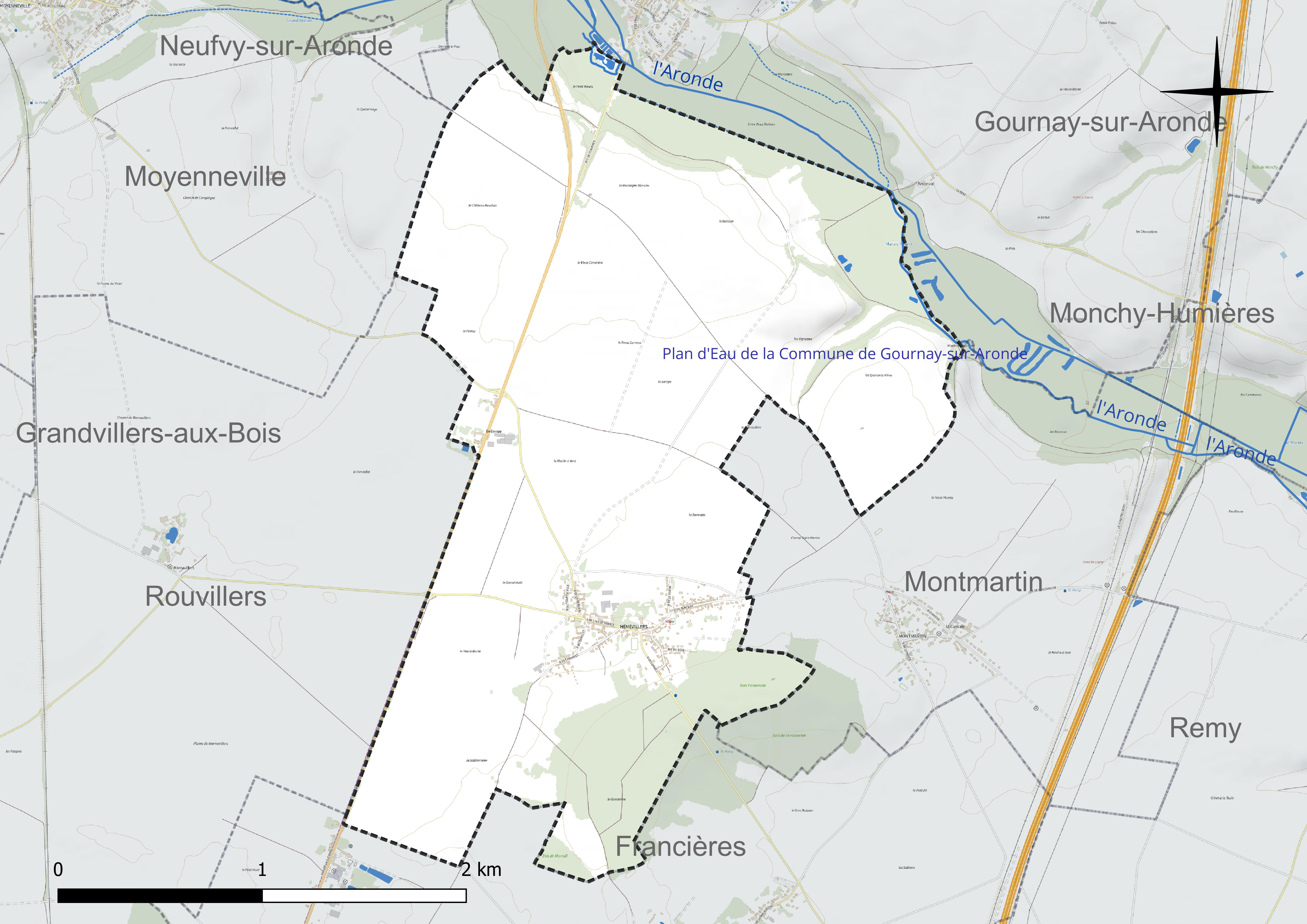
Réseau hydrographique d'Hémévillers.

#### Gestion et qualité des eaux
Le territoire communal est couvert par le schéma d'aménagement et de gestion des eaux (SAGE) « Sensée ». Ce document de planification concerne un territoire de 789 km2 de superficie, délimité par trois bassins versants en totalité ou en partie (Aisne, Oise et Aronde). Le périmètre a été arrêté le 16 octobre 2001 et le SAGE proprement dit a été approuvé le 8 juin 2009, puis révisé le 27 novembre 2019. La structure porteuse de l'élaboration et de la mise en œuvre est le syndicat mixte Oise-Aronde.
La qualité des cours d'eau peut être consultée sur un site dédié géré par les agences de l'eau et l'Agence française pour la biodiversité.

### Climat
Pour des articles plus généraux, voir Climat des Hauts-de-France et Climat de l'Oise.
En 2010, le climat de la commune est de type climat océanique dégradé des plaines du Centre et du Nord, selon une étude du CNRS s'appuyant sur une série de données couvrant la période 1971-2000. En 2020, Météo-France publie une typologie des climats de la France métropolitaine dans laquelle la commune est exposée à un climat océanique et est dans la région climatique Nord-est du bassin Parisien, caractérisée par un ensoleillement médiocre, une pluviométrie moyenne régulièrement répartie au cours de l'année et un hiver froid (3 °C).
Pour la période 1971-2000, la température annuelle moyenne est de 10,6 °C, avec une amplitude thermique annuelle de 14,4 °C. Le cumul annuel moyen de précipitations est de 695 mm, avec 10,8 jours de précipitations en janvier et 8,1 jours en juillet. Pour la période 1991-2020, la température moyenne annuelle observée sur la station météorologique la plus proche, située sur la commune de Margny-lès-Compiègne à 11 km à vol d'oiseau, est de 11,2 °C et le cumul annuel moyen de précipitations est de 633,5 mm,. Pour l'avenir, les paramètres climatiques de la commune estimés pour 2050 selon différents scénarios d'émission de gaz à effet de serre sont consultables sur un site dédié publié par Météo-France en novembre 2022.

## Urbanisme

### Typologie
Au 1er janvier 2024, Hémévillers est catégorisée commune rurale à habitat dispersé, selon la nouvelle grille communale de densité à sept niveaux définie par l'Insee en 2022.
Elle est située hors unité urbaine. Par ailleurs la commune fait partie de l'aire d'attraction de Compiègne, dont elle est une commune de la couronne,. Cette aire, qui regroupe 101 communes, est catégorisée dans les aires de 50 000 à moins de 200 000 habitants,.

### Occupation des sols

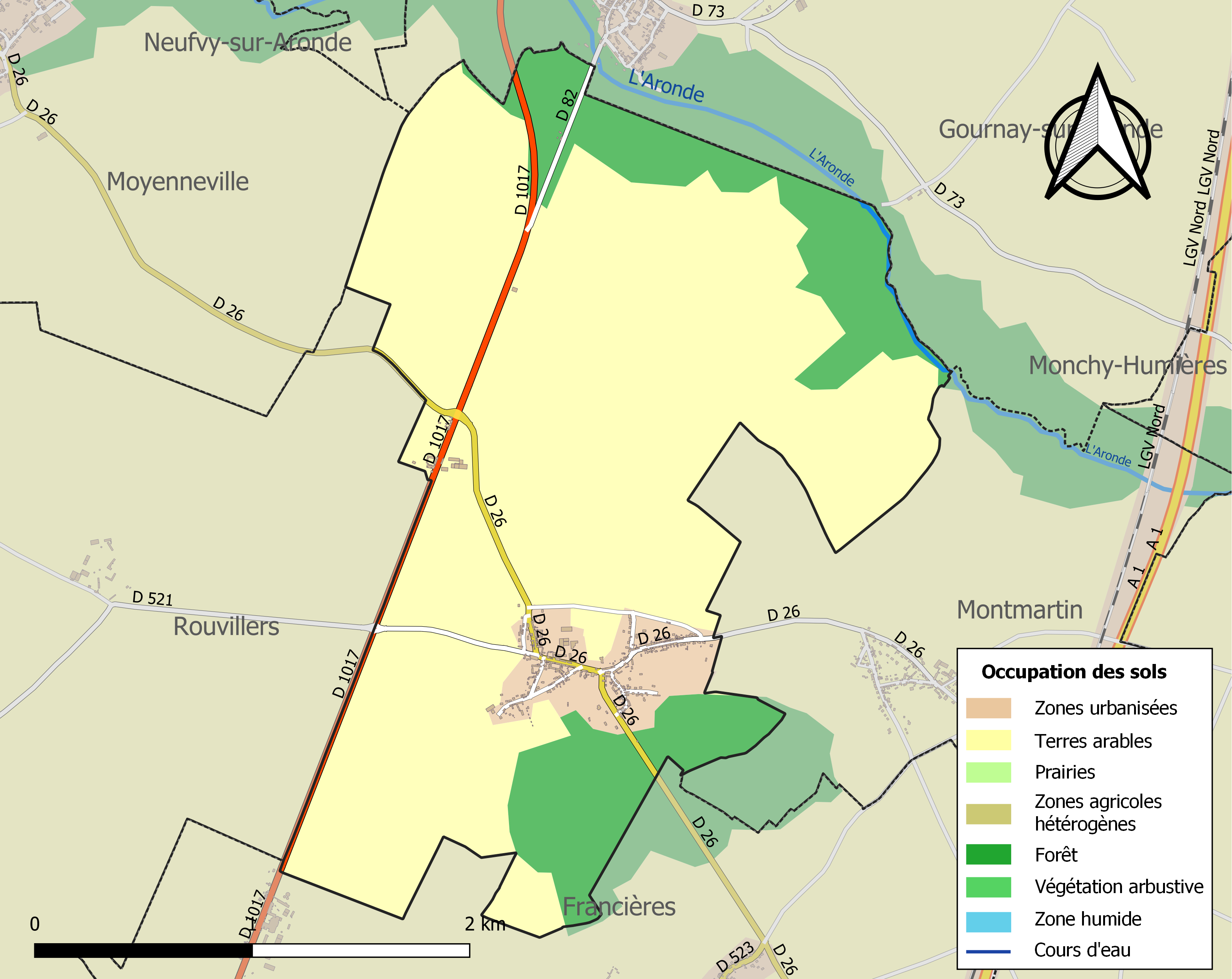
Carte des infrastructures et de l'occupation des sols de la commune en 2018 (CLC).

L'occupation des sols de la commune, telle qu'elle ressort de la base de données européenne d'occupation biophysique des sols Corine Land Cover (CLC), est marquée par l'importance des territoires agricoles (76,6 % en 2018), en diminution par rapport à 1990 (77,8 %). La répartition détaillée en 2018 est la suivante : 
terres arables (76,6 %), forêts (17,7 %), zones urbanisées (5,6 %). L'évolution de l'occupation des sols de la commune et de ses infrastructures peut être observée sur les différentes représentations cartographiques du territoire : la carte de Cassini (XVIIIe siècle), la carte d'état-major (1820-1866) et les cartes ou photos aériennes de l'IGN pour la période actuelle (1950 à aujourd'hui).

### Lieux-dits, hameaux et écarts
Un écart est établi au lieu-dit La Montagne, sur la nationale 17. Il a été créé à l'extrême fin du XVIIIe siècle.

### Habitat et logement
En 2018, le nombre total de logements dans la commune était de 200, alors qu'il était de 180 en 2013 et de 164 en 2008.
Parmi ces logements, 89,4 % étaient des résidences principales, 3,5 % des résidences secondaires et 7,1 % des logements vacants. Ces logements étaient pour 99 % d'entre eux des maisons individuelles et pour 1 % des appartements.
Le tableau ci-dessous présente la typologie des logements à Hémévillers en 2018 en comparaison avec celle de l'Oise et de la France entière. Une caractéristique marquante du parc de logements est ainsi une proportion de résidences secondaires et logements occasionnels (3,5 %) supérieure à celle du département (2,5 %) mais inférieure à celle de la France entière (9,7 %). Concernant le statut d'occupation de ces logements, 86,3 % des habitants de la commune sont propriétaires de leur logement (88,7 % en 2013), contre 61,4 % pour l'Oise et 57,5 % pour la France entière.
| Typologie                                               | Hémévillers | Oise | France entière |
| ------------------------------------------------------- | ----------- | ---- | -------------- |
| Résidences principales (en %)                           | 89,4        | 90,4 | 82,1           |
| Résidences secondaires et logements occasionnels (en %) | 3,5         | 2,5  | 9,7            |
| Logements vacants (en %)                                | 7,1         | 7,1  | 8,2            |

### Voies de communication et transports
La commune est desservie, en 2023, par les lignes 663 et 6301 du réseau interurbain de l'Oise.

## Toponymie
La localité a été désignée sous les noms de Heméviller, Emeviller, Hemévilliers, Hemévillier, Hemesviller.

## Histoire

### Préhistoire
Des haches en silex ont été retrouvées à Hémévillers.

### Moyen-Âge
Selon Émile Coët, « On assure que dans le XVe siècle, le village d'Hémévillers existait à l'endroit où le chemin de Warnavillers rencontre la route de Flandre ; le chef-lieu s'appelait : Radouvillers ou Balainvillers. [...] Hérnévillers ayant été complètement détruit, la population tout entière vint s'établir dans le hameau, qui perdit son nom de Balainvillers, pour prendre celui de la paroisse. Près de cet ancien emplacement, au lieu dit : le Vieux Cimetière, on a découvert beaucoup de tombes en pierre tendre ».
Le château-fort est détruit pendant les guerres du XVIe siècle.

### Temps modernes
La terre d'Hémévillers relève du comté de Clermont et du marquisat de Gournay-sur-Aronde.
« Il y avait, à Hémévillers, un prieuré sous l'invocation de Saint-Martin, et qui dépendait de l'abbaye de Saint-Quentin de Beauvais. Il fut converti en prieuré-curat ; un religieux de l'abbaye, remplissait la cure, qui valait cinq à six mille livres au titulaire ».
Avant 1789, Hémévillers dépend du diocèse de Beauvais, doyenné de Ressons-sur-Matz, du bailliage de Clermont, de la généralité de Soissons et de l'élection de Clermont.

### Révolution française et Empire
Louis Antoine de Gaudechart, brigadier des armées du Roy, devient seigneur d'Hémévillers par son mariage en 1721 avec Marie-Françoise de Viel Chastel, dame d'Hémévillers. Leur fils Jean-Baptiste Adolphe de Gaudechart épouse en 1751, sa cousine Anne-Françoise de Gaudechart, fille de Pierre François de Gaudechart, marquis de Querrieu, chevalier, seigneur de Rocquencourt et autres lieux. Ils ont trois filles qui sont emprisonnées le 24 brumaire an II (14 novembre 1793) à la prison d'Amiens avant de rejoindre leurs parents en la prison de Conty en février 1794. Le 30 germinal an II (19 avril 1794), la citoyenne Gaudechart s'adresse au citoyen agent national du district de Montdidier, pour exprimer sa détresse et tenter d'obtenir la disposition des comestibles et du linge restés sous séquestre à Hémévillers : « de la maison d'arrêt ce 30 germinal an II de la république une et indivisible. c'est à ton âme bienfaisante que s'adresse avec toute confiance une famille de père, mère très âgés et reconnus des plus infirmes, et chargés de trois filles tous détenus en la maison d'arrêt de Conty depuis plus de 7 mois. Privé de tout moyen de subsistance par la force de la Loi du Séquestre, j'ai adressé au directoire de Compiègne ma cruelle et dure position, pour me faciliter les secours les plus urgents en blé, cidre, bois et linge qui existent dans mon ancien domicile à Hémevillé de ta dépendance. Nulle réponse par écrit depuis ce temps, quoique ma position ait été attesté par la commune de Montdidier, et par toi visé. Mourante de fin, mon mari et mes enfants, sans aucune ressource quelconque, crédit même, le cœur me crève : que faire ? C'est ton conseil que je réclame. En s'adressant au ministre de l'intérieur, cela faciliterait-il pas à nos besoins urgents ! Sa lettre du 9 nivôse que tu connais, laisse aux détenus dont les biens sont séquestrés, la disposition des comestibles et mobiliers. Jamais l'orgueil ne nous a gouverné, sois notre protecteur pour nous placer à l'hôpital de cette commune. Si nous ne pouvons rien obtenir, attendri toi sur notre sort et nos urgents besoins. Ecrit ou fait moi instruire par ton secrétaire de l'espoir que je dois attendre ; il nous restera toujours une âme pour te témoigner notre reconnaissance, citoyen. Salut et fraternité. signé : Gaudechart, Gaudechart ». Deux des filles meurent à Hémévillers : Marie-Charles Françoise Adélaïde, le6 vendémiaire an XIII (28 septembre 1804), et Marie Florida le 29 nivôse an XIII (19 janvier 1805).

### Époque contemporaine
La commune, instituée par la Révolution française, absorbe en 1826 celle de Montmartin, qui retrouve son autonomie en 1833,.
En 1832, la commune dispose d'une école, et est propriétaire, avec Montmartin, d'un marais de trente hectares dans la vallée de l'Aronde. A cette époque où Montmartin lui était réunie, on comptait deux moulins à eau , un moulin à vent, une tuilerie, un four à chaux. La population fournit alors beaucoup de maçons et de couvreurs.
Après la Première Guerre mondiale, la commune a été décorée de la Croix de guerre 1914-1918 le 21 février 1921.

## Politique et administration

### Rattachements administratifs et électoraux

#### Rattachements administratifs
La commune se trouve dans l'arrondissement de Compiègne du département de l'Oise.
Elle faisait partie depuis 1802 du canton d'Estrées-Saint-Denis. Dans le cadre du redécoupage cantonal de 2014 en France, cette circonscription administrative territoriale a disparu, et le canton n'est plus qu'une circonscription électorale.

#### Rattachements électoraux
Pour les élections départementales, la commune fait partie depuis 2014 d'un nouveau canton d'Estrées-Saint-Denis porté de 15 à 71 communes
Pour l'élection des députés, elle fait partie de la cinquième circonscription de l'Oise.

### Intercommunalité
Hémévillers est membre de la communauté de communes de la Plaine d'Estrées, un établissement public de coopération intercommunale (EPCI) à fiscalité propre créé en 1997 et auquel la commune a transféré un certain nombre de ses compétences, dans les conditions déterminées par le code général des collectivités territoriales.

### Liste des maires
| Période                                  | Période                   | Identité                    | Étiquette | Qualité |
| ---------------------------------------- | ------------------------- | --------------------------- | --------- | --- |
| Les données manquantes sont à compléter. |                           |                             |           | |
|                                          |                           |                             |           | |
| maire en 1840                            |                           | M. Dorlé                    |           | |
| maire en 1847                            |                           | M. de Gaudechard            |           | Conseiller d'arrondissement                                                                                   |
|                                          |                           |                             |           | |
| avant 1919                               |                           | M. Goullet                  |           | |
|                                          |                           |                             |           | |
|                                          |                           |                             |           | |
| 1945                                     | ?                         | Marceau Truquin (1907-1990) | PCF       | Conseiller général du canton d'Estrées-Saint-Denis (1945-1951), ouvrier agricole, ancien prisonnier de guerre |
|                                          |                           |                             |           | |
| mars 2001                                | mai 2020                  | Françoise Coubard           |           | Retraitée |
| mai 2020                                 | En cours (au 6 juin 2023) | M. Dominique Ydema          |           | |

## Équipements et services publics

### Enseignement
Les enfants de la commuine sont scolarisés dans le bâtiment de l'ancienne mairie-école, rue de Fontenette.

### Justice, sécurité, secours et défense
La tranquillité publique est assurée dans la commune par une police municipale intercommunale partagée avec Montmartin et Remy.

## Population et société

### Démographie

#### Évolution démographique
L'évolution du nombre d'habitants est connue à travers les recensements de la population effectués dans la commune depuis 1793. Pour les communes de moins de 10 000 habitants, une enquête de recensement portant sur toute la population est réalisée tous les cinq ans, les populations de référence des années intermédiaires étant quant à elles estimées par interpolation ou extrapolation. Pour la commune, le premier recensement exhaustif entrant dans le cadre du nouveau dispositif a été réalisé en 2006.

En 2022, la commune comptait 467 habitants, en évolution de +2,19 % par rapport à 2016 (Oise : +0,87 %, France hors Mayotte : +2,11 %).
| 1793 | 1800 | 1806 | 1821 | 1831 | 1836 | 1841 | 1846 | 1851 |
| ---- | ---- | ---- | ---- | ---- | ---- | ---- | ---- | ---- |
| 350  | 383  | 386  | 400  | 588  | 478  | 457  | 474  | 463  |

| 1856 | 1861 | 1866 | 1872 | 1876 | 1881 | 1886 | 1891 | 1896 |
| ---- | ---- | ---- | ---- | ---- | ---- | ---- | ---- | ---- |
| 490  | 478  | 487  | 481  | 457  | 473  | 456  | 463  | 401  |

| 1901 | 1906 | 1911 | 1921 | 1926 | 1931 | 1936 | 1946 | 1954 |
| ---- | ---- | ---- | ---- | ---- | ---- | ---- | ---- | ---- |
| 408  | 407  | 401  | 369  | 348  | 355  | 381  | 357  | 367  |

| 1962 | 1968 | 1975 | 1982 | 1990 | 1999 | 2006 | 2011 | 2016 |
| ---- | ---- | ---- | ---- | ---- | ---- | ---- | ---- | ---- |
| 369  | 296  | 270  | 267  | 333  | 388  | 413  | 424  | 457  |

| 2021 | 2022 | - | - | - | - | - | - | - |
| ---- | ---- | - | - | - | - | - | - | - |
| 467  | 467  | - | - | - | - | - | - | - |

Le pic démographique de 1831 correspond à la période où Montmartin avait été réuni à Hémévillers, entre 1826 et 1833.

#### Pyramide des âges
La population de la commune est relativement jeune.
En 2018, le taux de personnes d'un âge inférieur à 30 ans s'élève à 42,6 %, soit au-dessus de la moyenne départementale (37,3 %). À l'inverse, le taux de personnes d'âge supérieur à 60 ans est de 16,6 % la même année, alors qu'il est de 22,8 % au niveau départemental.
En 2018, la commune comptait 229 hommes pour 231 femmes, soit un taux de 50,22 % de femmes, légèrement inférieur au taux départemental (51,11 %).
Les pyramides des âges de la commune et du département s'établissent comme suit.
| Hommes | Classe d’âge | Femmes |
| ------ | ------------ | ------ |
| 0,5    | 90 ou +      | 0,5    |
| 2,7    | 75-89 ans    | 4,9    |
| 11,6   | 60-74 ans    | 12,9   |
| 19,9   | 45-59 ans    | 18,0   |
| 21,8   | 30-44 ans    | 22,1   |
| 19,7   | 15-29 ans    | 17,0   |
| 23,8   | 0-14 ans     | 24,6   |

| Hommes | Classe d’âge | Femmes |
| ------ | ------------ | ------ |
| 0,5    | 90 ou +      | 1,4    |
| 5,5    | 75-89 ans    | 7,6    |
| 15,6   | 60-74 ans    | 16,3   |
| 20,8   | 45-59 ans    | 20     |
| 19,4   | 30-44 ans    | 19,4   |
| 17,6   | 15-29 ans    | 16,2   |
| 20,6   | 0-14 ans     | 19,1   |

### Cultes
Le culte catholique est organisé dans la Paroisse Saint-Joseph d'Estrées-Saint-Denis. Une messe  dans l'église Saint-Martin est célébrée tous les cinq samedis du mois.

## Culture locale et patrimoine

### Lieux et monuments
- Château

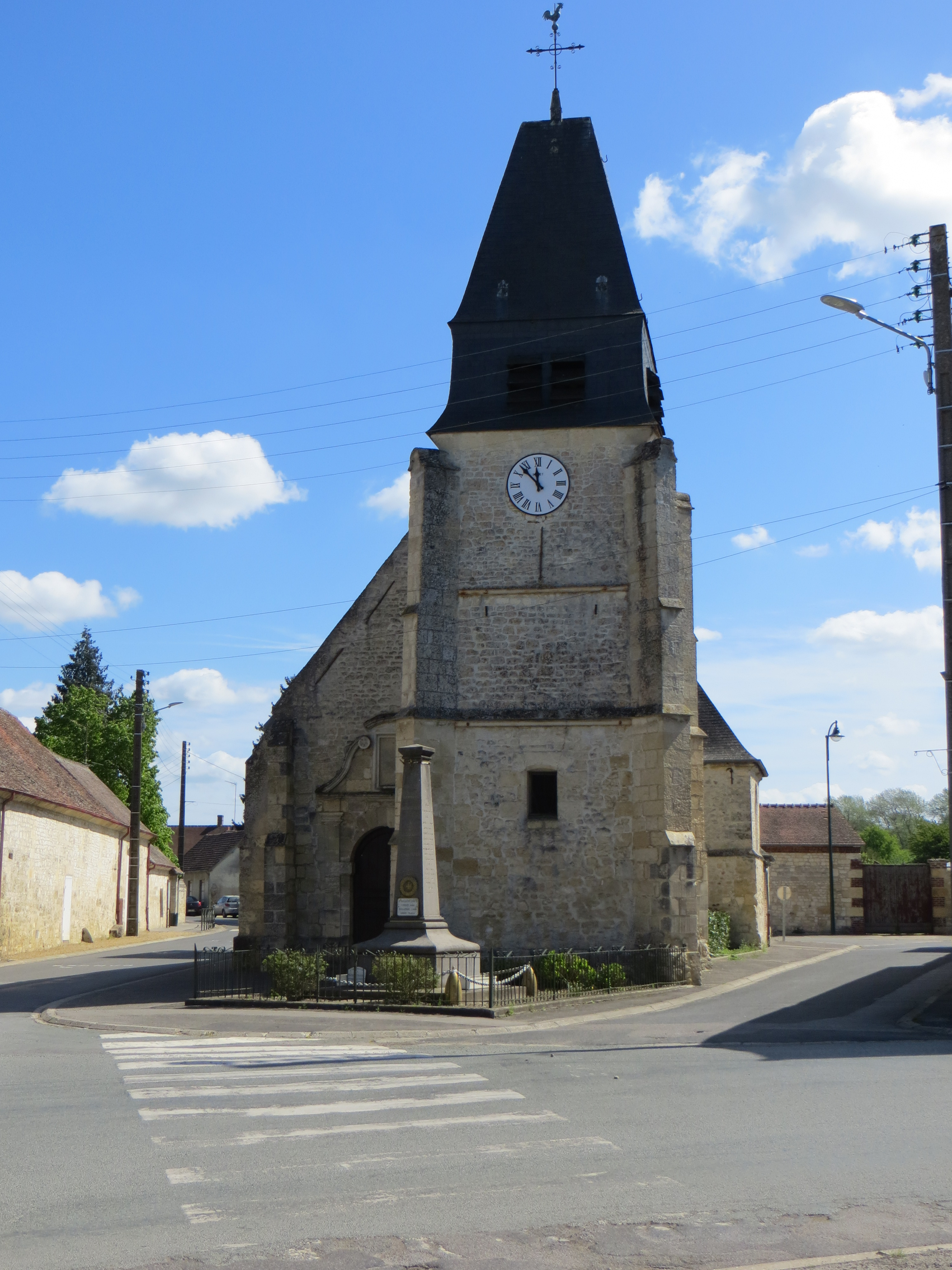
Église Saint-Martin - cloche de l'église sonnant midi : Fichier:Hémévillers - Église Saint-Martin - 12h.ogg

- Église Saint-Martin,  construite en 1646 et rénovée en 1987 puis dans les années 2009-2013[34].
- Nombreux puits, creusés avant que ne soit réalisée l'adduction en eau potable[34].

### Héraldique
| Blason de Hémévillers | Blason  | D'azur semé de besants d'or.                     |
| Blason de Hémévillers | Détails | Le statut officiel du blason reste à déterminer. |

## Pour approfondir